# World Rock'n'Roll Confederation
World Rock'n'Roll Confederation (WRRC) bildades 1984 men kan historiskt spåras tillbaka till 1974. Organisationen är en paraplyorganisation för amatörer och professionella utövare av Rock'n Roll-danser. Till dessa hör Rock'n'Roll, Lindy Hop, Boogie Woogie, Bugg och Dubbelbugg. Organisationens syfte är att "främja fysisk träning av dess medlemmar genom idrottsaktiviteter såsom danstävlingar inom Rock'n'Roll, Lindy Hop, Boogie Woogie och andra alternativa stilar inom reglerna och sportens presentation." WRRC:s registrerade huvudkontor ligger i Ljubljana, Slovenien.
WRRC är för närvarande medlemmar av IDSF numera WDSF (World DanceSport Federation), GAISF numera SportAccord och IOK samt medlemmar av Europeiska Unionens idrottsforum.

## Historia
1974 bildade Italien, Frankrike, Tyskland och Schweiz European Rock'n'Roll Association, (ERRA). Efter några år blev Sverige, Danmark, Holland och Österrike fullvärdiga medlemmar. När Kanada blev medlemmar ändrades organisationens namn till World Rock'n'Roll Association (WRRA). När man beslöt att gå samman med Fédération Mondial de Dance de Jazz (FMDJ, World Federation of Jazz Dance) bildades slutligen World Rock'n'Roll Confederation. Organisationen är sedan 1995 erkända av Internationella Olympiska Kommittén, IOK.
År 2011 är följande länder medlemmar:
Sverige, Danmark, Finland, Norge, Tyskland, Frankrike, Italien, Schweiz, Ungern, Bulgarien, Luxemburg, Liechtenstein, Spanien, Estland, Lettland, Ryssland, USA, Mexiko, Singapore, Österrike, Tjeckien, Kroatien, Slovenien, Polen, San Marino, Kanada, Australien, Grekland, Holland, Slovakien, Bosnien-Herzegovina och Storbritannien, Belgien.
I Sverige finns det flera organisationer som handhar danssport, dock är det Svenska Danssportförbundet, DSF som är medlemmar av WRRC samt Riksidrottsförbundet.

## Organisation
World Rock'n'Roll Confederation styrs av Presidiet som består av Presidenten, Vice Presidenten, Kassören, Sports Director och Generalsekreteraren.
Till sin hjälp har Presidiet flera olika kommissioner eller kommissionärer. Idag finns följande kommissionärer Lindy Hop, Boogie Woogie, Formation samt en Medicinsk kommissionär. Deras uppgift är att vara Presidiets expertrådgivare i bland annat regelfrågor, Anti-Doping, Tävlingsorganisation, uttagning av domare samt utbildningsfrågor för domare.
Varje år hålls ett General Meeting eller årsmöte där medlemsländerna samlas och diskuterar framtiden. Det är General Meetings uppgift att förse Presidiet med arbetsuppgifter samt att välja dess medlemmar. Detta avgörs demokratiskt genom majoritetsröstning. WRRC:s officiella språk är engelska.

## Tävlingar
Årligen arrangeras flera Världscuptävlingar samt Världs- och Europamästerskap. Dessa arrangeras tillsammans med nationella förbund och nationella föreningar eller klubbar. I norden arrangeras dessutom de Nordiska Mästerskapen i samarbete mellan de nordiska länderna. Dessa går att finna i WRRCs tävlingskalender på WRRC:s officiella hemsida.
Klasser och danser inom WRRC:
- Rock N Roll - Main Class, B-Class, Junior and Youth
- Lindy Hop - Main Class and Juinors
- Boogie Woogie - Main Class and Juniors
- Bugg - Main Class and Juniors
- Dubbelbugg - Main Class and Juniors
- Formation - Main Class, Juniors, Ladies

## Framtiden
Framtiden för danssport är mycket ljus, dans som intresse och idrott växer världen över och WRRC stora mål är att Rock N Roll skall bli en Olympisk gren inom några år. 

## Anti-Doping
Likväl som andra idrottsförbund arbetar WRRC aktivt med Anti-dopingfrågor. Inom WRRC lyder man under WADA:s regler och förordningar kring doping samt att man som medlemmar av IDSF/WDSF också har som skyldighet att följa deras regler och policys. De som idag handhar ärenden kring doping är IDSF/WDSF Disciplinära råd. Varje aktiv som vill deltaga i en av WRRC sanktionerad tävling måste underkasta sig dessa regler, man måste utöver detta skriftligen godkänna de regler och policys som finns. Utan denna underskrift blir man ej accepterad som tävlande.

### Webbkällor
- http://www.wrrc.org
- World Rock N Roll Confederation - Rules and Regulations på Engelska.